# NGC 1203/2
NGC 1203/2 је елиптична галаксија у сазвежђу Еридан која се налази на NGC листи објеката дубоког неба.
Деклинација објекта је - 14° 22' 38" а ректасцензија 3h 5m 14,1s. Привидна величина (магнитуда) објекта NGC 1203 износи 15,0 а фотографска магнитуда 16,0. NGC 12032 је још познат и под ознакама MCG -3-8-71, PGC 11599.